# Ел Худаида (покрајина)
Ел-Худаида (арап. الحديدة) је једна од 20 Јеменских мухафаза. Ова покрајина налази се на западу земље уз обале Црвеног мора.
Ел-Худаида има површину од 13.250 km² и око 2.161.400 становника, густина насељености износи 163,1 становника по km².
Главни град ове покрајине Ел Худаида, велика лука на Црвеном мору.